# ديريك بيس
ديريك بيس (بالإنجليزية: Derek Pace)‏ هو لاعب كرة قدم بريطاني في مركز الهجوم، ولد في 11 مارس 1932 في Bloxwich ‏ في المملكة المتحدة، وتوفي في 17 أكتوبر 1989. لعب مع أستون فيلا وشيفيلد يونايتد ونادي والسول ونوتس كاونتي.